# HM (rivista)
HM fu la prima rivista musicale italiana interamente dedicata all'heavy metal, e fu la diretta concorrente della analoga Metal Shock.

## Storia di HM
HM nacque nel 1986 con il sottotitolo programmatico Heavy metal & hard rock, anticipando di pochi mesi il suo principale concorrente Metal Shock. Il primo numero dedicava la copertina ad uno dei personaggi più iconici del metal di quel periodo, Ozzy Osbourne. La linea editoriale dava molta importanza alle immagini, allegando spesso un poster centrale e pagine di adesivi con foto e loghi dei gruppi musicali. Gli articoli e le recensioni avevano perlopiù toni enfatici e sensazionalistici.
La rivista chiuse nel 1993.